# Lindwurmbrunnen (Klagenfurt)

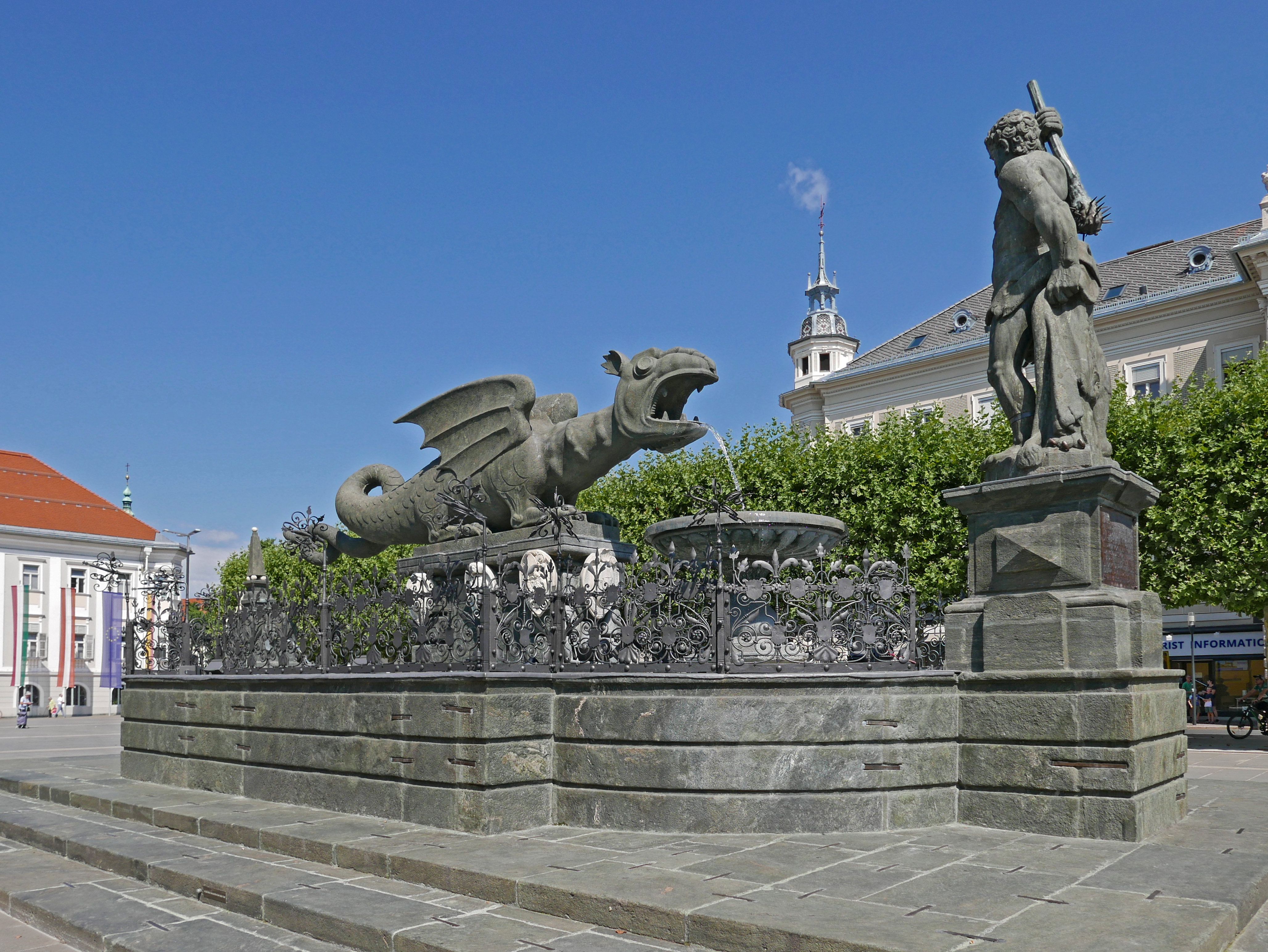
Lindwurmbrunnen vom Südosten gesehen (2018)

Der Lindwurmbrunnen auf dem Neuen Platz in Klagenfurt am Wörthersee aus dem 16. Jahrhundert stellt das Wahrzeichen und ihr Wappentier dar, einen Lindwurm.

## Geschichte
Der Brunnen wurde im Jahr 1583 von der Stadt auf den Befehl der Kärntner Stände hin in Auftrag gegeben. Das Werk wurde lange Ulrich und Andreas Vogelsang zugeschrieben, es stammt jedoch wahrscheinlich von einem unbekannten Meister. Als Material diente Chloritschiefer, der vom nahen Kreuzbergl gewonnen und auch beim Bau des Landhauses in Klagenfurt verwendet wurde.  Der Lindwurm wurde aus einem einzigen Block gehauen. Die monumentale Skulptur zeigt das Tier mit aufgerissenem Maul, aus dem Wasser strömt, und angelegten Flügeln. Der Panzer wirkt gestanzt, sein Schwanz ist kunstvoll geschwungen. In plakativer Formensprache soll damit das Bedrohliche an dem Tier dargestellt werden. Der Stil kann sowohl manieristisch, als auch auf die Romanik rückgreifend interpretiert werden. 
Das vollendete, 6 Tonnen schwere Werk soll im Jahr 1593 von 300 weißgekleideten Jünglingen auf den Neuen Platz transportiert worden sein. Ursprünglich stand der Lindwurm mit dem Kopf nach Norden. Er besaß keinen Brunnen, obwohl dieser von Anfang an vorgesehen war. Der Brunnen kam erst im Jahr 1624 hinzu, damals dürfte auch die Aufstellung in Ost-West-Richtung erfolgt sein. Im Jahr 1634 erhielt der Brunnen ein schmiedeeisernes Gitter mit Blumen und Wappen im Stil der Spätrenaissance von Georg Tillitz. Am Sockel des Denkmals befinden sich die Wappen der fünf Verordneten sowie je ein Wappen für den Burggraf und den Generaleinnehmer. An der westlichen Stirnseite befindet sich außerdem das Kärntner Wappen, das von einem Obelisken überragt wird. Früher waren Gitter und Wappen farbig bemalt.
Im Jahr 1636 wurde die Herkules-Statue des Gurker Hofbildhauers Michael Hönel Teil des Ensembles. Der keulenschwingende Herkules verringert zwar die heraldische Wirkung des Brunnens, erinnert aber an die Klagenfurter Gründungssage. Der Lindwurm soll im Gebiet der Kärntner Landeshauptstadt von mutigen Männern erschlagen worden sein, wodurch die Gegend sicher und besiedelbar gemacht wurde. 
Im Jahr 1972 wurde der Lindwurmbrunnen im Zuge der Errichtung einer Tiefgarage unter dem Neuen Platz nach Westen, auf seinen heutigen Standort, versetzt. Ab dem Jahr 1997 erfolgte eine Generalsanierung von Lindwurm und Herkulesfigur in Wien, die drei Jahre lang dauerte. Im Jahr 2013 wurde eine erneute Teilsanierung notwendig, nachdem Risse im Schweif des Lindwurms aufgetreten waren. Seit April 2017 wurde eine erneute Sanierung angegangen, und zwar werden Fugen im Podest und kleinere Risse in den Figuren verkittet und Teile des Chloritschiefers werden ergänzt. Von 50.000 Euro Kosten für die Sanierung trägt 20.000 Euro der Verein Denkmalfreunde Österreich.

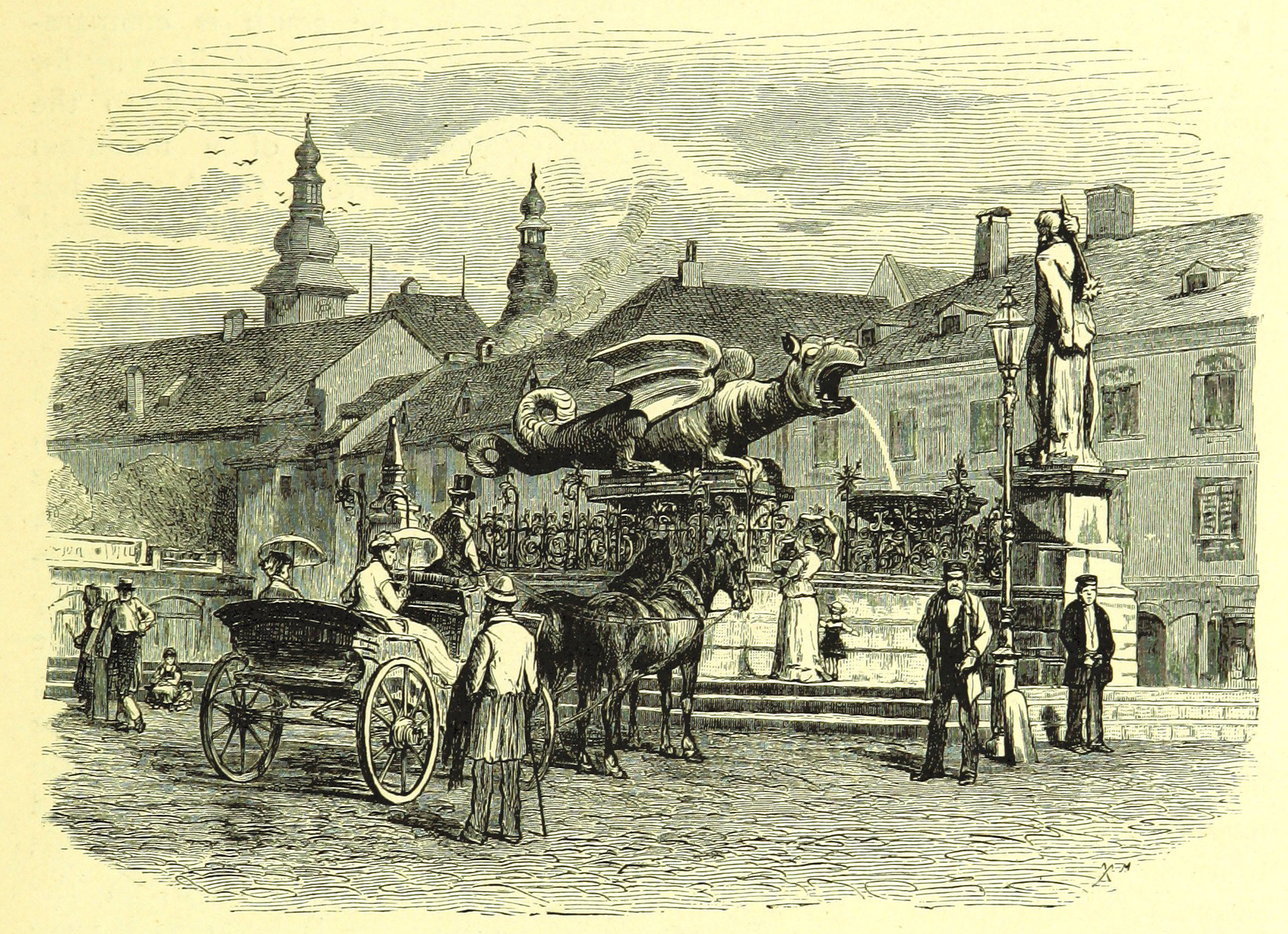
Holzstich um 1880
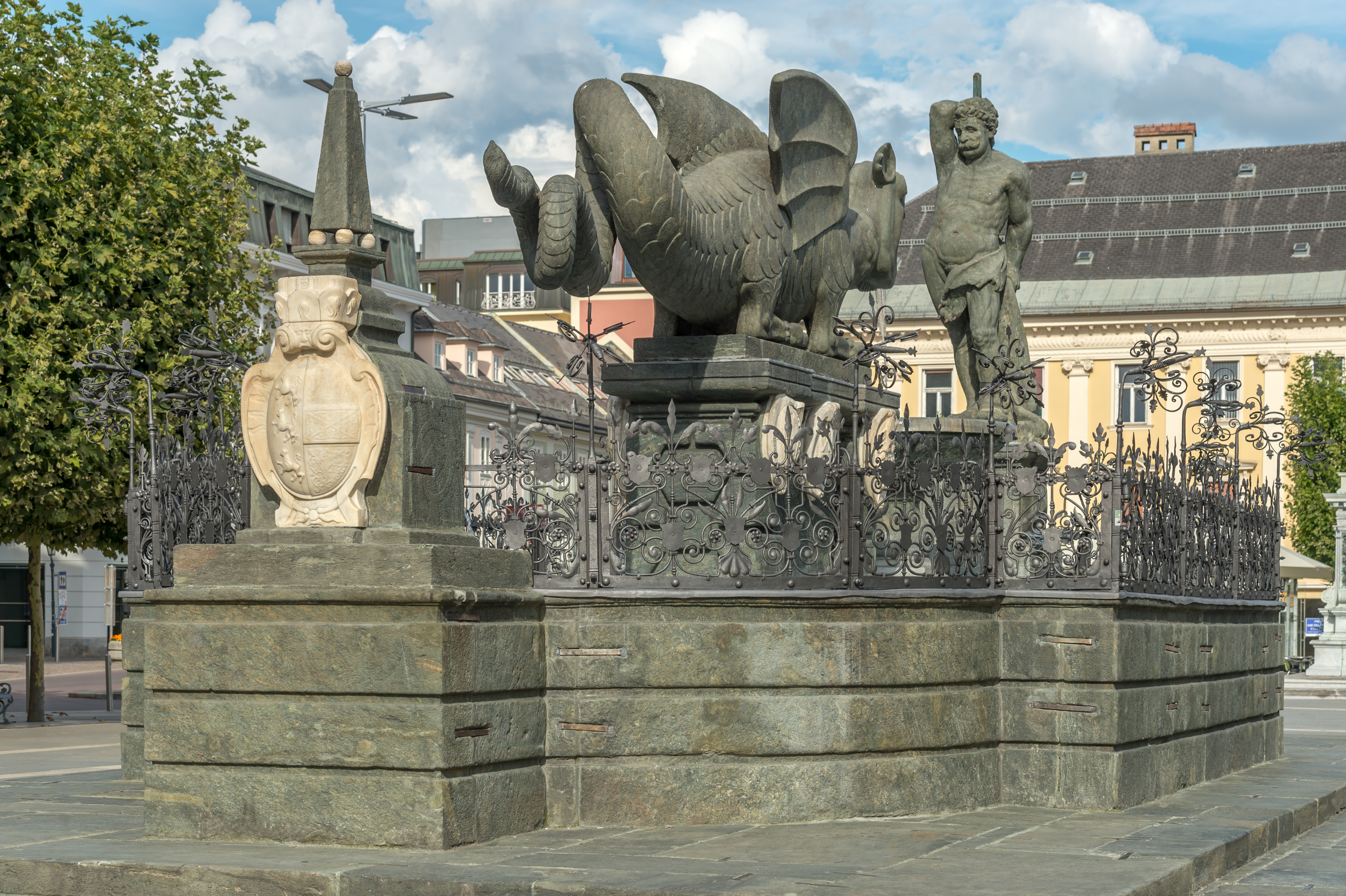
Südwest-Ansicht
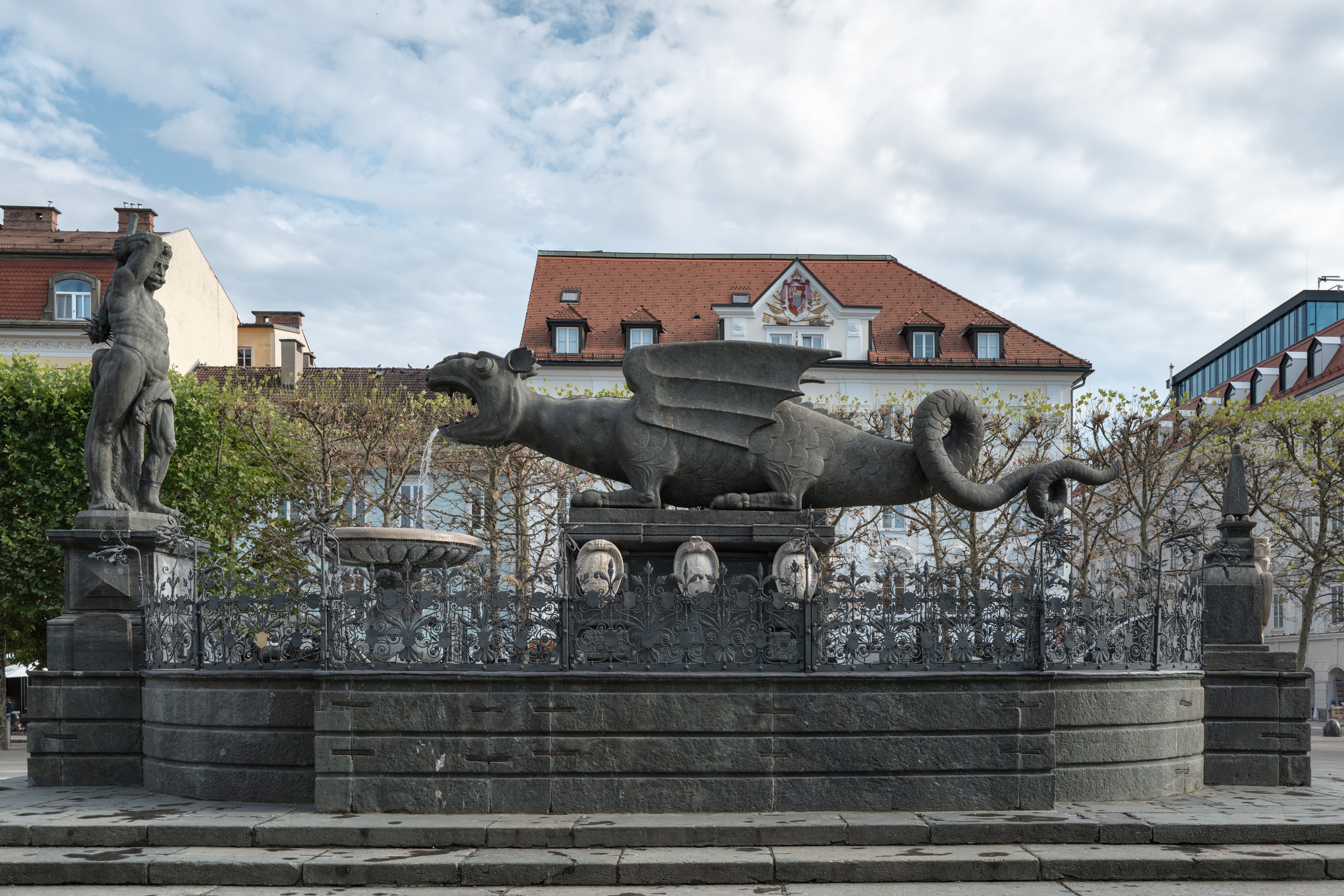
Mord-Ansicht
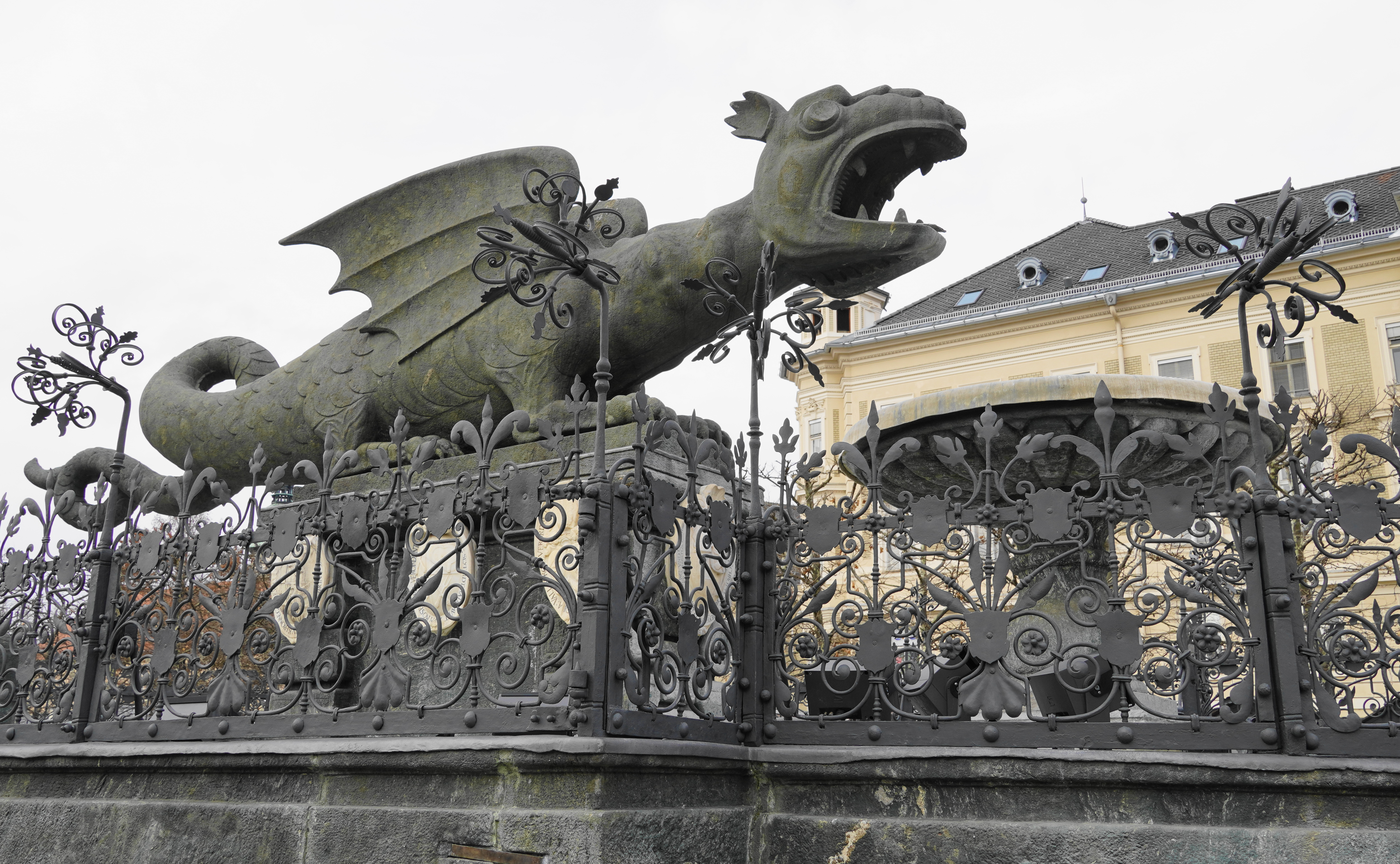
Lindwurm
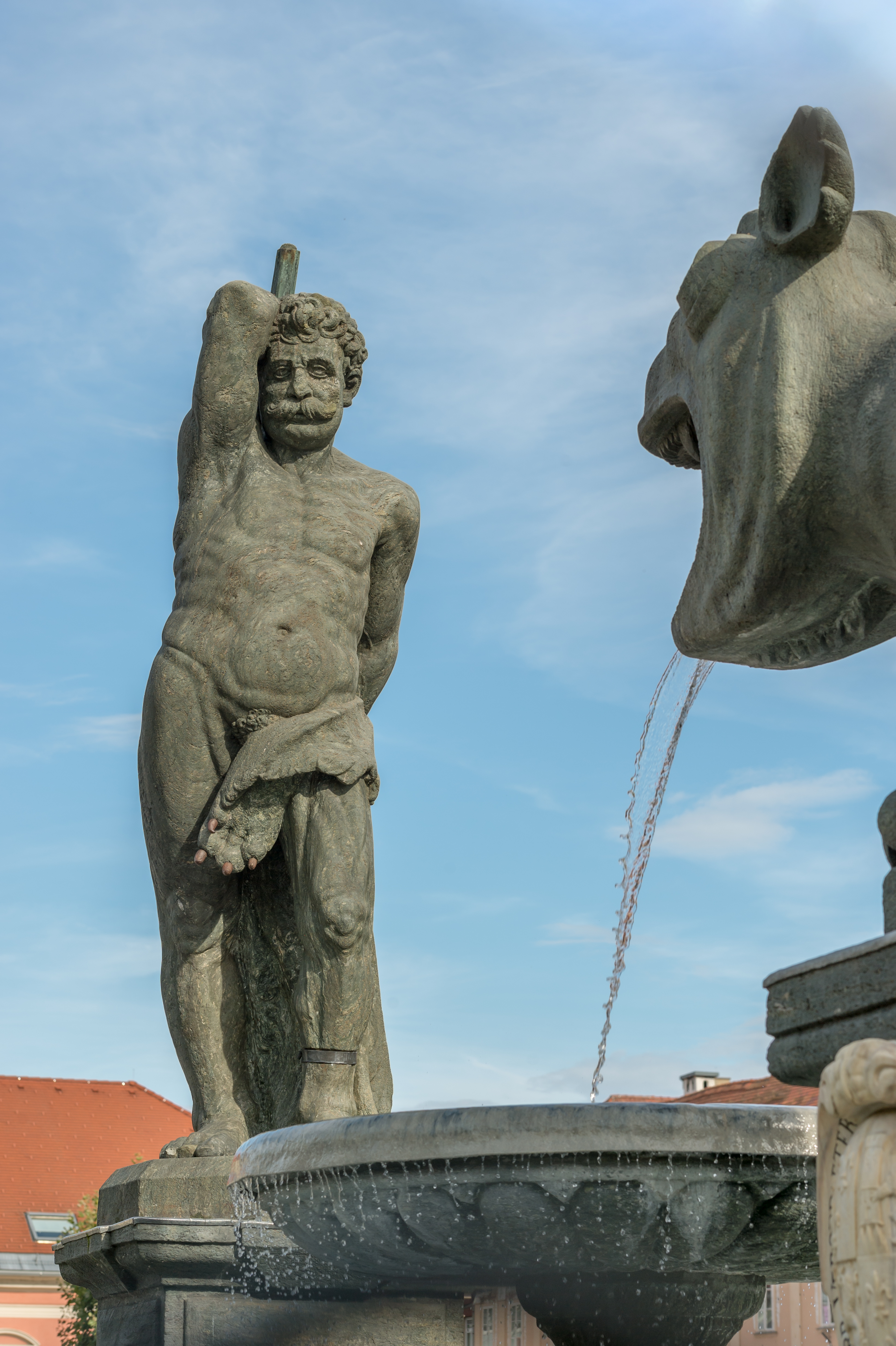
Herkules-Statue
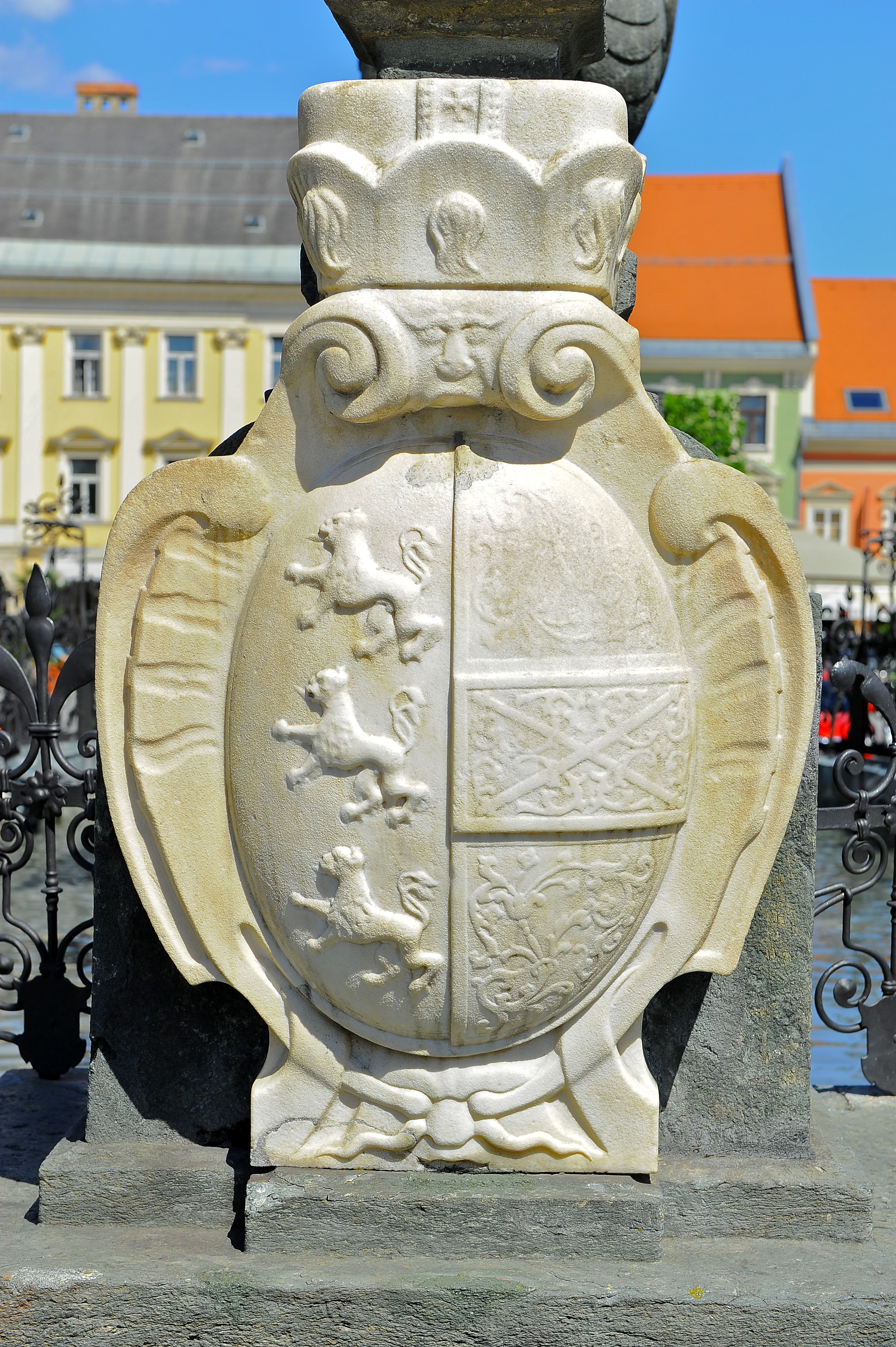
Wappen von Kärnten